# Alex Bentley
Alexandria Marie Bentley, detta Alex (Indianapolis, 27 ottobre 1990), è una cestista statunitense naturalizzata bielorussa, professionista nella WNBA.

## Carriera
È stata selezionata dalle Atlanta Dream al secondo giro del Draft WNBA 2013 (13ª scelta assoluta).
Con la Bielorussia ha disputato tre edizioni dei Campionati europei (2017, 2019, 2021).

## Palmarès
- Frances Pomeroy Naismith Award (2013)
- WNBA All-Rookie First Team (2013)